# Acantopsis choirorhynchos
Acantopsis choirorhynchos és una espècie de peix de la família dels cobítids i de l'ordre dels cipriniformes.

## Morfologia
- Els mascles poden assolir 30 cm de llargària total.[5][6]

## Hàbitat
Viu en zones de clima tropical.

## Distribució geogràfica
Es troba a l'Índia, Myanmar, Tailàndia, Malàisia, Indonèsia (Sumatra i Java), Borneo i el Vietnam, incloent-hi els rius Chao Phraya i Mekong